# Central de Artesanato Branco e Silva
A Central de Artesanato Branco e Silva é um espaço cultural em Manaus, capital do estado brasileiro do Amazonas, voltado para o artesanato. Seu nome é em homenagem ao artista plástico Leovegildo Ferreira da Silva. Pintor, escultor e desenhista, autor do retrato do presidente Getúlio Vargas, em exposição permanente no Palácio do Catete, no Rio de Janeiro, o amazonense Branco e Silva desenvolveu importante trabalho no campo das artes e da cultura.
Destacam-se especialmente aqueles confeccionados com materiais tipicamente regionais: madeira, cerâmica, palha de tucumã, fibra e palha de tucum, tela de juta, cipó titica, entre outros. Mantida pelo Governo do Estado do Amazonas e vinculada à Secretaria de Estado do Trabalho e Assistência Social - Setrab, a Central reúne 23 lojas de produtos artesanais, além de um salão para exposições e atividades culturais, restaurante e floricultura, distribuídos em um ambiente espaçoso e acolhedor.
São organizadas pelo órgão, regularmente, oficinas de criação coletiva, cursos de tapeçaria, entalhe e pintura, além de atividades de pesquisa e transmissão de técnicas artesanais. Uma atração especialmente imperdível, entretanto, é o Café Regional, oferecido aos domingos das 07 horas, às 12 horas.
Durante o café podem ser degustadas delícias da gastronomia típica amazonense: frutas regionais, tapioca, bolo de macaxeira, bolo de milho, pamonha, munguzá, mingau de banana, banana frita, tucumãs, pupunhas, sucos naturais e outras.
Vale a pena incluir uma visita à Central de Artesanato Branco e Silva em seu roteiro de visitas da Cidade de Manaus. Uma grande variedade de produtos amazônicos, nas áreas da cestaria, tecelagem, escultura, entalhe, pintura e outras, pode ser encontrada na Central de Artesanato Branco e Silva.